# Fernando de Lamuño

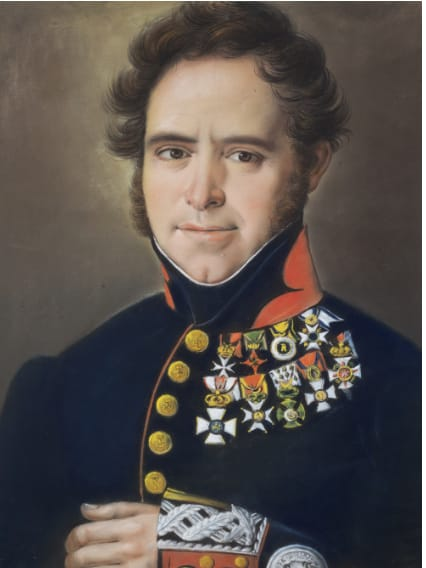
Fernando de Lamuño, circa 1833

Fernando Lamuño y Taberna (Santa Eulalia de Turiellos (Langreo), 3 de septiembre de 1791 - Oviedo) fue un noble y militar español que luchó en la Guerra de la Independencia y en la Primera Guerra Carlista.

## Biografía
D. Fernando Lamuño y Taberna nació hijo legítimo el 3 de septiembre de 1791, en la Parroquia de Santa Eulalia de Turiellos, en el Concejo de Langreo siendo sus padres D. Pedro Manuel Lamuño y Belasco, natural de San Mamés, en la Parroquia de Blimea, actual concejo de San Martín del Rey Aurelio, el cual llevaba asentado en la Parroquia de Santa Eulalia de Turiellos desde que contrajera matrimonio en 1787 a la edad de 22 años con Dña. Rita Taberna y González de la Laguna, hija de D. Sebastián Taberna y González de la Laguna, y de Dña. Josefa Fernández y Felgueroso.
La vida de Fernando discurre tranquila hasta que a sus 17 años se produce el inicio del conflicto que pasará a la historia como la Guerra de Independencia.
El 2 de mayo de 1808 se produce en la Villa y Corte de Madrid la denominada Revuelta del 2 de Mayo contra el ejército francés comandado por el Mariscal de Francia, Joaquín Napoleón Murat, Gran Duque de Berg y cuñado del Emperador Napoleón I.
Tras la revuelta, y su posterior y brutal represión, el Consejo de Regencia declara la Guerra a Francia, y por todos los pueblos del Reino se crean Juntas de Gobierno y Defensa, dependientes de la Junta Suprema Central, que intentará hacer frente al vacío de poder generado por el secuestro de la Familia Real en Bayona.
En Asturias se crea la Junta de Defensa del Principado de Asturias, de la que es Secretario su tío el Dr. D. Francisco Antonio Lamuño y Palacio, Rector de la Universidad de Oviedo, bajo cuya recomendación el joven Fernando, inspirado por el espíritu de patriotismo que asola España y por su juventud, se alista en el Regimiento de Infantería de Cangas de Tineo el 10 de junio de 1808, con el empleo de Subteniente, estando en ese cargo durante un año, nueve meses y cinco días.
En ese tiempo participa en varias batallas, como la batalla de Comillas del 19 de noviembre de 1808, que será su bautismo de fuego, la batalla de San Vicente de la Barquera el 19 de febrero de 1809, y, la del Puente Marisa el 28 de marzo de 1809, en Cabezón de la Sal, el 4 de mayo, en Peña Castillo el 10 de junio, en la segunda batalla de Cabezón de la Sal el 26 de agosto, en la de Benavente del 28 de septiembre, y la de Zamora el 1 de octubre, todas ellas bajo el mando del Mariscal de Campo D. Francisco Ballesteros.
Tras esas acciones pasa a servir bajo el mando del Duque del Parque, en las batallas de Medina del Campo, 23 de noviembre, y la de Alba de Tormes, el 28 de noviembre.
El 19 de marzo de 1810 es ascendido a Teniente de Infantería, en el mismo regimiento, participando en batallas como la de Llanera, la de Guadalcanal, siendo la más importante de todas la de Castillejos el 25 de enero de 1811 en la que fue, por vez primera, declarado Benemérito de la Patria. El 16 de mayo de 1811 participa en la Batalla de la Albuera, en la que por segunda vez es declarado Benemérito de la Patria.
Durante los años 1812, 1813 participa en numerosas batallas, destacando el Bloqueo de Tarragona desde el 8 al 15 de agosto de 1813, en el Cerco y Rendición de Pamplona desde el 21 de octubre hasta el 1 de noviembre, bajo las órdenes del Mariscal de Campo, el Príncipe de Anglona.
Entre los años 1815 y 1817 es nombrado Teniente de Cazadores del Regimiento de Mondoñedo, y posteriormente Capitán del Regimiento Provincial de Mondoñedo, y recibe las condecoraciones que le correspondían por sus campañas, entre otras la Cruz de la Batalla de Albuera, la Cruz del Ejército Asturiano, la Cruz del Sexto Ejército, y la Cruz de la Batalla de Medina del Campo.
En 1820 España se ve envuelta en el Levantamiento de Riego, en dicho levantamiento el Coronel asturiano Rafael de Riego restaura la Constitución de 1812, abole el absolutismo al obligar a Jurar la Constitución a Fernando VII, e instaura el periodo conocido como Trienio Liberal.
Como Capitán del regimiento juró la Constitución de 1812 el 16 de marzo en la Ciudad de Astorga, tras recibir la Real Orden que así lo establecía, y tras haber jurado S.M. Fernando VII. En 1823 su Regimiento fue trasladado a Granada, junto con el Ejército mandado por el General Francisco Ballesteros, hallándose presente en la Capitulación del 4 de agosto ante el General en Jefe del Ejército Francés, el Mariscal de Francia Conde de Molitor, durante la invasión de los Cien Mil Hijos de San Luis, que puso fin al Trienio Liberal  y restauró el Absolutismo. Tras la victoria del absolutismo, y debido a sus ideas liberales de le expide Licencia Indefinida en el Ejército.
En 1833, en el mes de enero, fue Amnistiado por S.M. Fernando VII, ya agonizante, que deseoso de ganar partidarios para su hija Isabel, y por consejo de su esposa, la Reina María Cristina de Borbón, no dudó en amnistiar a aquellos que anteriormente había condenado por sus ideas.
Tras la muerte el de 1833 de Fernando VII, sube al trono su hija Isabel II, con tan solo tres años de edad, asumiendo la Regencia su Madre, la Reina María Cristina, la cual debe de hacer frente a las pretensiones de su cuñado, el Infante D. Carlos María Isidro de Borbón, que tras la muerte de Fernando se autoproclamará Rey de España, con el nombre de Carlos V, dando lugar al comienzo de la denominada Primera Guerra Carlista (1833-1840).
En éste contexto de Guerra Civil, la Reina Regente se apoya en los Liberales, mientras que el Pretendiente Carlista tiene el apoyo de los absolutistas, defensores del Antiguo Régimen.
Por tanto no es de extrañar que el recientemente amnistiado D. Fernando Lamuño sea nombrado en 1834 Capitán del Regimiento de Betanzos,  entre 1834 y 1838 participa en gran parte de las acciones llevadas a cabo por el ejército liberal, como la defensa de Bilbao frente al asedio Carlista en 1835, la defensa de la Villa y Corte en 1836, jurando el 20 de agosto de ese año la Constitución en el pueblo de la Cueva del Moncayo. 
Durante este tiempo obtuvo la restitución de las Recompensas y condecoraciones que había recibido por sus servicios durante la Guerra de Independencia, del mismo modo que es nuevamente recompensado por las acciones realizadas en el nuevo conflicto, por Real Cédula del 30 de octubre de 1835 es nombrado Caballero de la Nacional y Militar Orden de San Hermenegildo, así mismo recibe la Cruz de la Gloriosa Defensa de Bilbao, el 30 de enero de 1836.
El 31 de octubre de 1837 es nombrado Mayor del Regimiento de Cazadores de la Reina Gobernadora, durante 1838 se mantiene dentro de la Guarnición de la Corte, obteniendo licencia para contraer matrimonio con Dña. Juana Benito de la Puerta.
Tras su matrimonio fue nombrado Administrador de Rentas de la Provincia de Murcia, por Real Orden del 3 de septiembre de 1838, cargo que ejerció hasta el 4 de julio de 1843, año en el que fue nombrado Intendente de Hacienda.
Durante la Regencia de D. Baldomero Espartero, Duque de la Victoria, fue nombrado Caballero con la Cruz y Placa de la Real y Militar Orden de San Hermenegildo y en 1846 es creado Caballero de la Real y Distinguida Orden de Carlos III.
Tras su cese en 1851, solicitará la Jubilación por inutilidad para continuar con el servicio activo, mediante una serie de escritos dirigidos al Gobernador de la provincia de Oviedo, la mayoría de ellos firmados por su segunda esposa, Dña. Nicanora Díez de Lamuño, debido al pésimo estado de salud en el que se encontraba.

## Homenajes y reconocimientos
Por sus servicios a la Corona el Coronel D. Fernando Lamuño y Taberna, a lo largo de su carrera fue nombrado Caballero de la Real y Distinguida Orden de Carlos III, Caballero de la Real Orden de Isabel la Católica, Caballero con Cruz y Placa de la Real y Militar Orden de San Hermenegildo, Mayor del Regimiento de Cazadores de la Reina Gobernadora, Intendente de la Real Hacienda, Benemérito de la Patria, en posesión de las Cruces de la Batalla de Albuera, del Ejército Asturiano, del Sexto Ejército, de la Batalla de Medina del Campo, de la Gloriosa Defensa de Bilbao, del Tercer Ejército y del Ejército de la Izquierda.